# Palais de Boucoléon
Le palais de Boucoléon (grec : Βουκολέων ; turc : Bukoleon Sarayı) est un ensemble situé à Constantinople, jadis composé d’un port artificiel construit au IVe siècle et de plusieurs palais construits par Nicéphore II Phocas (Xe siècle). Considéré comme la « résidence maritime des Empereurs », il faisait partie du domaine impérial du Palais sacré.
Il tire son nom d’une sculpture située à son entrée représentant le combat d’un bœuf et d’un lion (βοῦς et λέων en grec). La sculpture fut détruite tardivement par un tremblement de terre.

## Histoire
Le palais de Boucoléon remonte probablement au Ve siècle et au règne de Théodose II. L'empereur Théophile reconstruisit et agrandit le palais, le dotant d'une large façade en surplomb des murs maritimes, et en 969 l'empereur Nicéphore II Phocas y fit d'autres ajouts. Le palais devait par la suite demeurer la principale résidence impériale jusqu'au XIe siècle.
C’est depuis le port du Boucoléon que Manuel Ier Comnène aurait porté sur ses épaules la relique de la Pierre de l’Onction jusqu’à l’église Notre-Dame du Phare, qui se situait à proximité immédiate du palais et, comme son nom l’indique, près d’un phare. Les nombreuses reliques qui s'y trouvaient l'ont parfois faite désigner sous le nom de Sainte-Chapelle, tandis que le Boucoléon renfermait également les joyaux des empereurs byzantins. Le palais servait par ailleurs aux grandes réceptions d'État : en 1161 y est accueilli le sultan Kilij Arslan II, et en 1171 le roi de Jérusalem Amaury. Le Boucoléon est notamment décrit par le chroniqueur Guillaume de Tyr.

Lorsqu'en 1204 la quatrième croisade est détournée vers Constantinople, le Boucoléon est pris par Boniface de Montferrat, ravagé et pillé par les croisés, lors du saccage de la ville. Geoffroi de Villehardouin relate ainsi : 
« Le marquis Boniface de Montferrat chevaucha tout le long du rivage vers Bouchelion [le palais de Boucoléon] ; et quand il fut là, le palais lui fut rendu, la vie sauve pour ceux qui étaient dedans. Là furent trouvées la plupart des hautes dames qui s'étaient enfuies au château ; là fut en effet trouvée la sœur du roi de France qui avait été impératrice, et la sœur du roi de Hongrie, qui avait aussi été impératrice, et beaucoup d'autres dames. Du trésor qui était en ce palais il n'en faut pas parler ; car il y en avait tant que c'était sans fin ni mesure. »
À partir de 1261 et de la reprise de la ville par les Paléologues, le palais est déserté et abandonné au profit du palais des Blachernes, jugé plus sûr.
Les ruines du palais du Boucoléon furent conservées jusqu’à la fin du XIXe siècle. Elles furent en grande partie démolies en 1873 pour faire place aux voies de chemin de fer de Sirkeci : les remparts maritimes disparaissent ainsi.

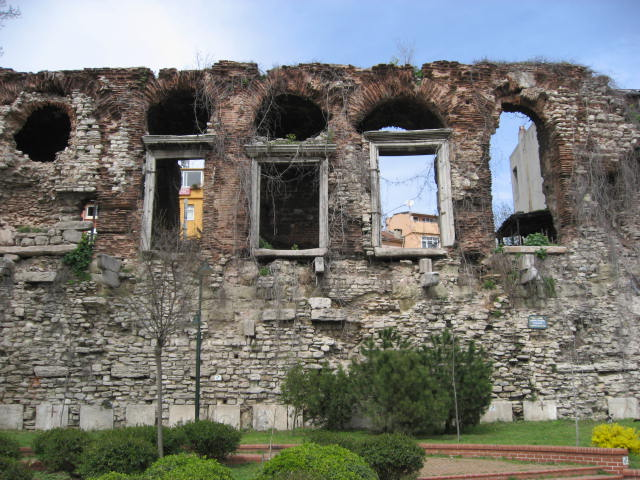
Palais de Boucoléon, 2008.
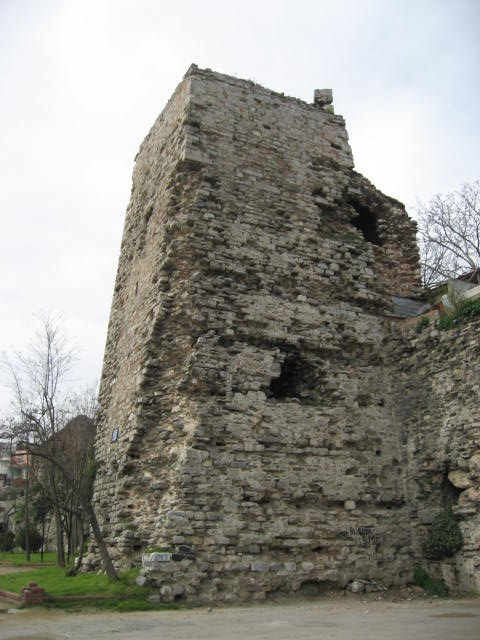
Tour du palais de Boucoléon, 2008.
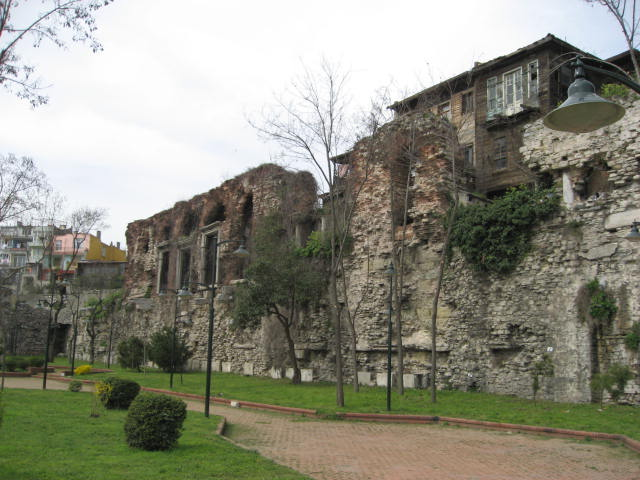
Palais de Boucoléon, 2008.
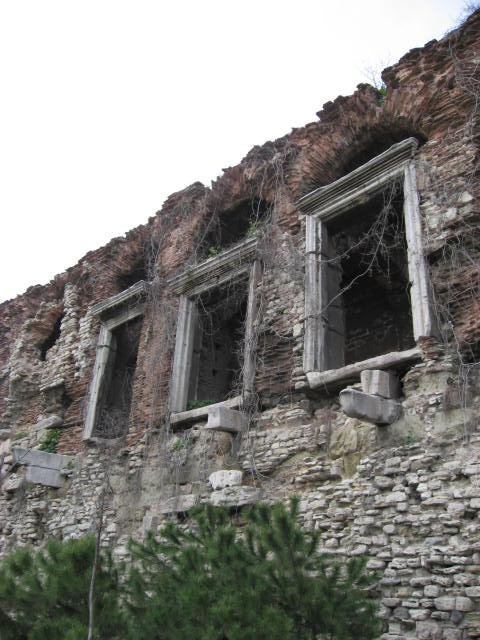
Palais de Boucoléon, 2008.

## Descriptif
De nos jours, le port a été comblé et il ne reste du palais qu’une terrasse à portiques, une tour et une salle à colonnes. L'ensemble demeura peu entretenu pendant de longues décennies.

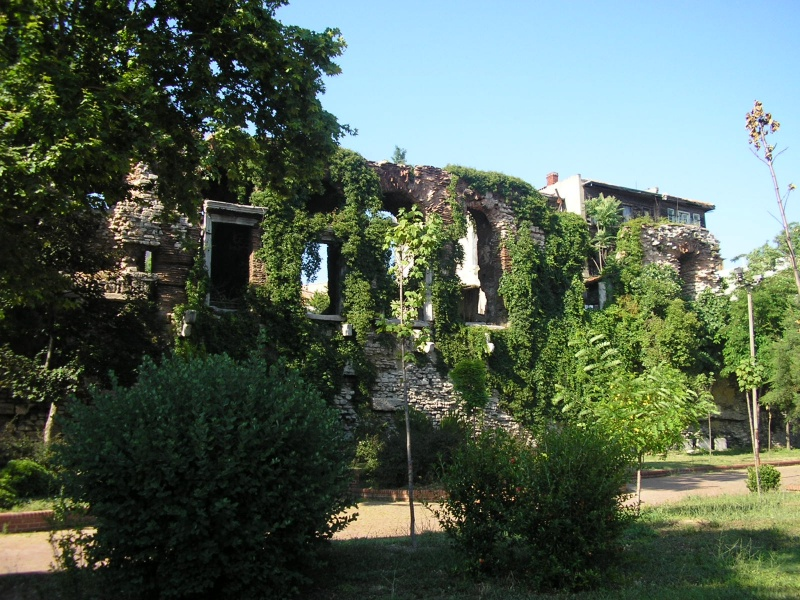
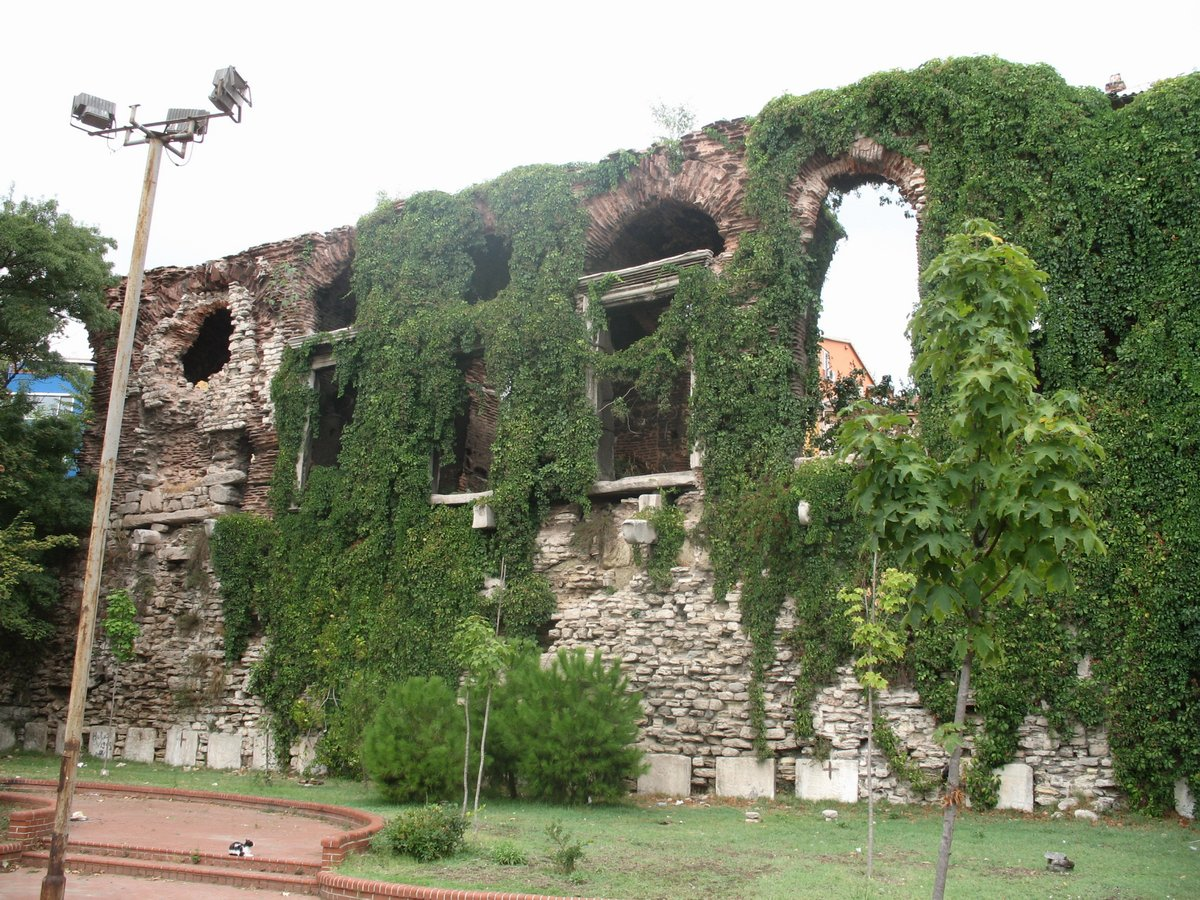
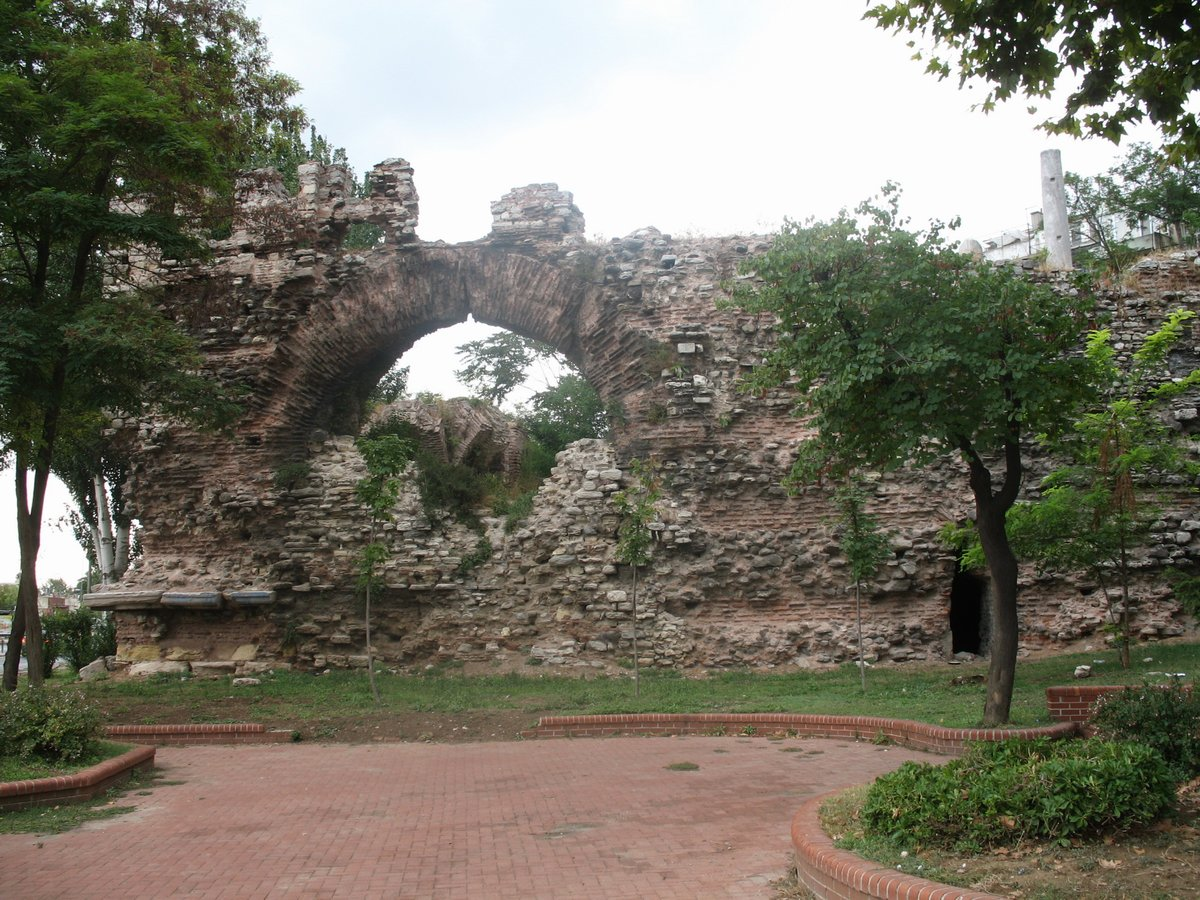
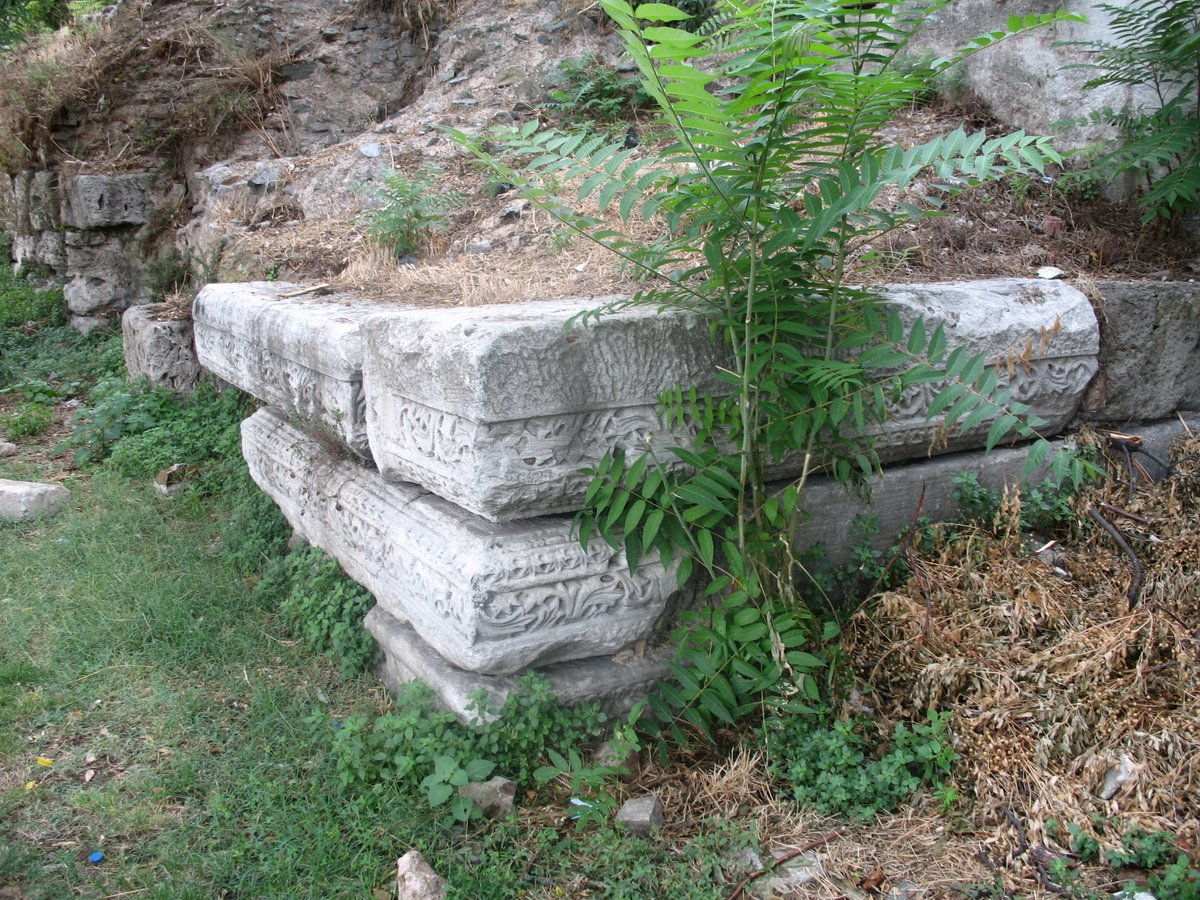
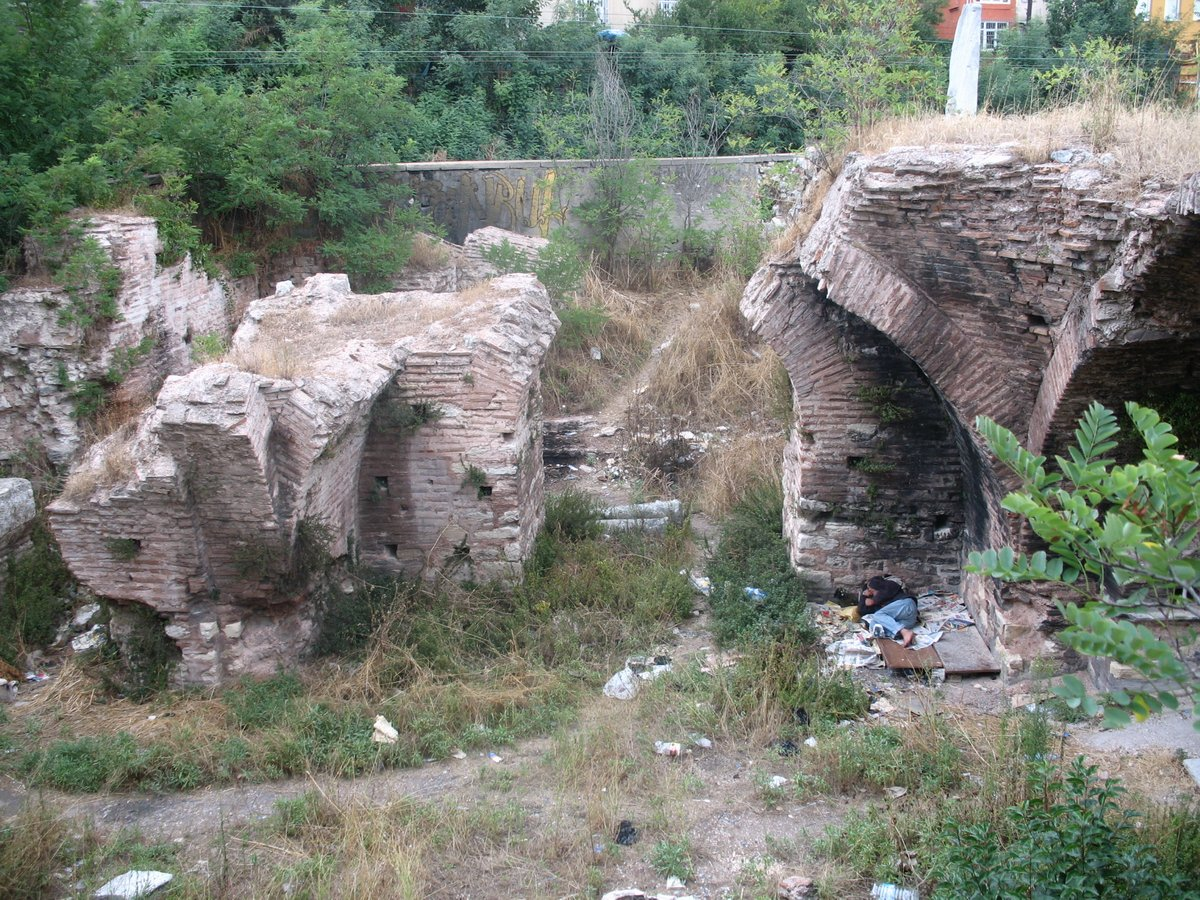
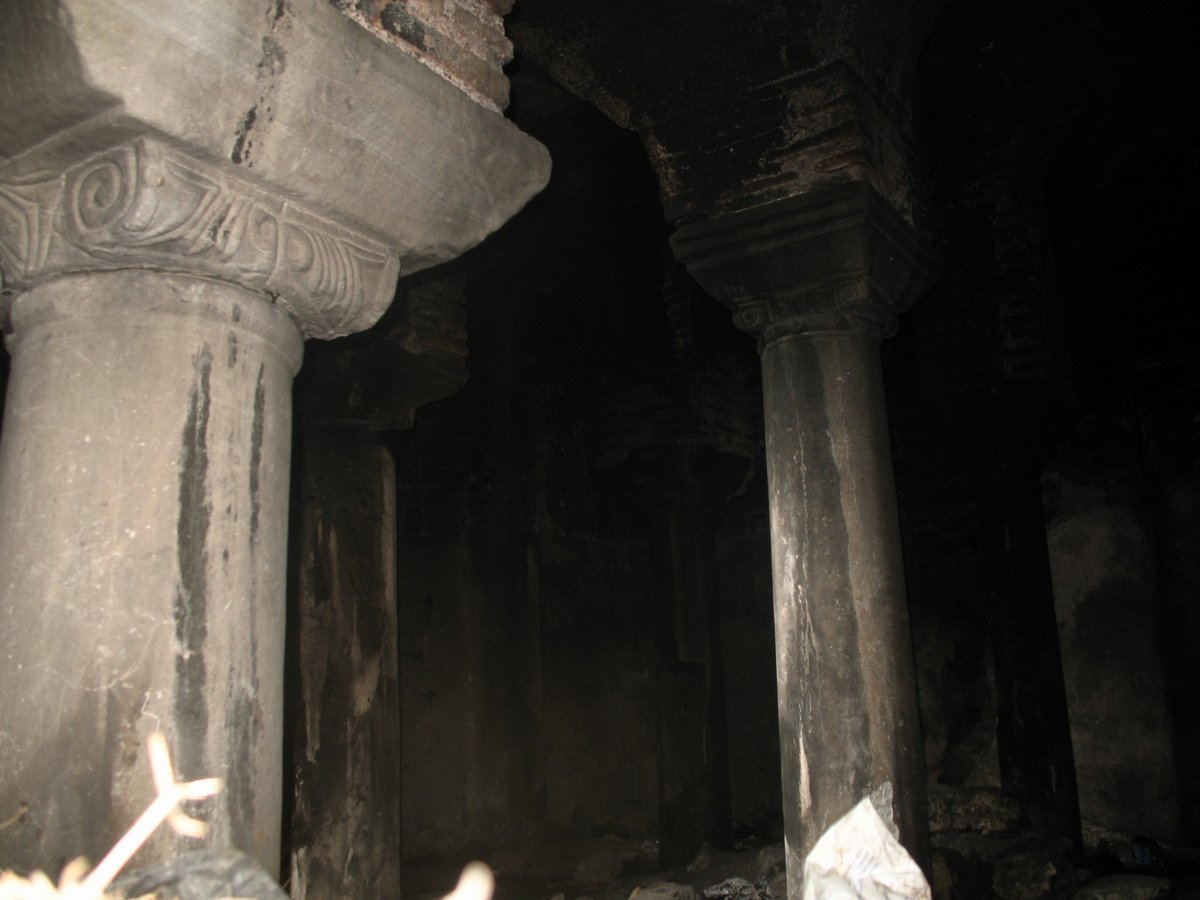

En 2008, la végétation envahissante a été nettoyée et l'ensemble quelque peu mis en valeur. En 2018, la municipalité stambouliote annonce une restauration des vestiges du palais, et la création d'un musée en plein-air. En 2021, dans le cadre de cette restauration, des archéologues découvrent une fontaine datant de l'ère byzantine.

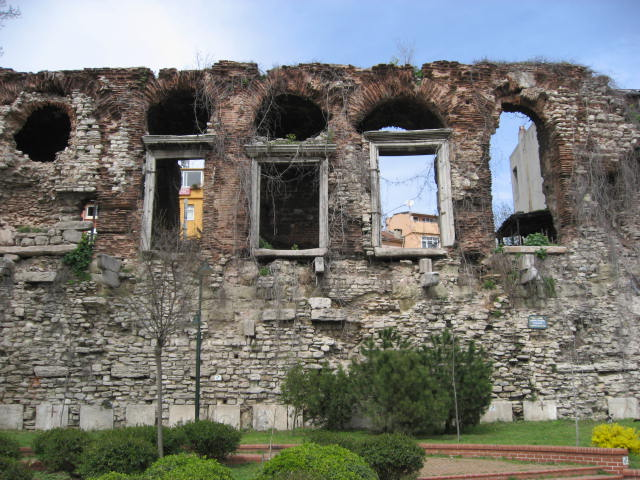
Vestiges du palais en 2008.
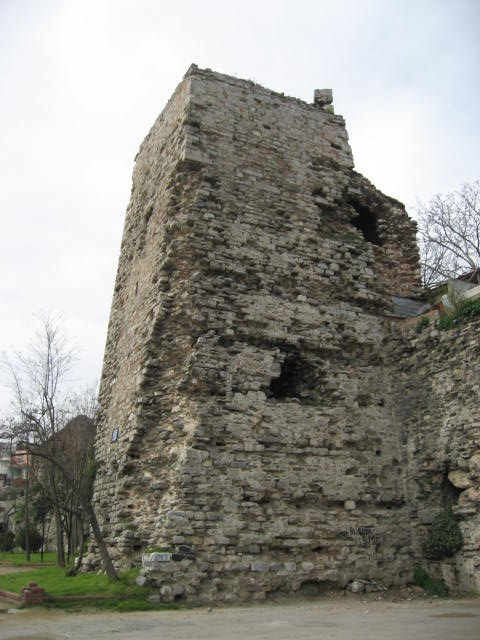
Tour du palais en 2008.
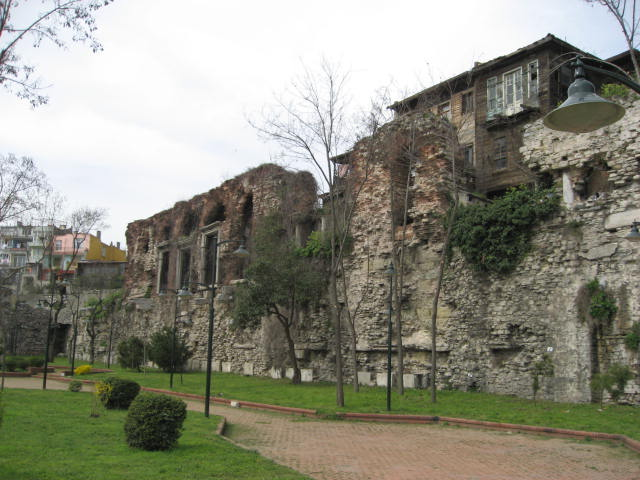
Vestiges du palais en 2008.
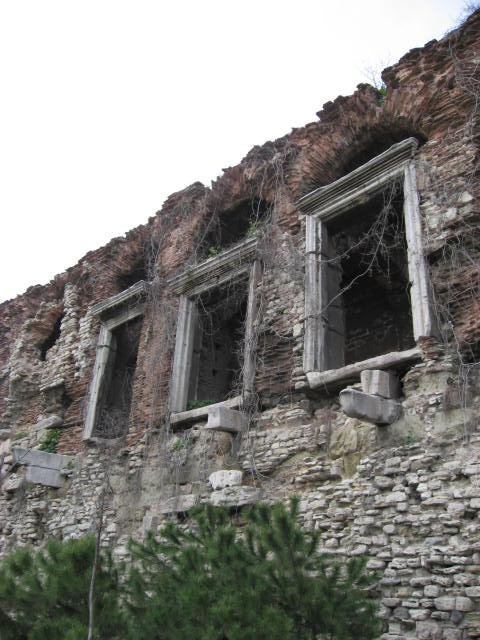
Vestiges du palais en 2008.
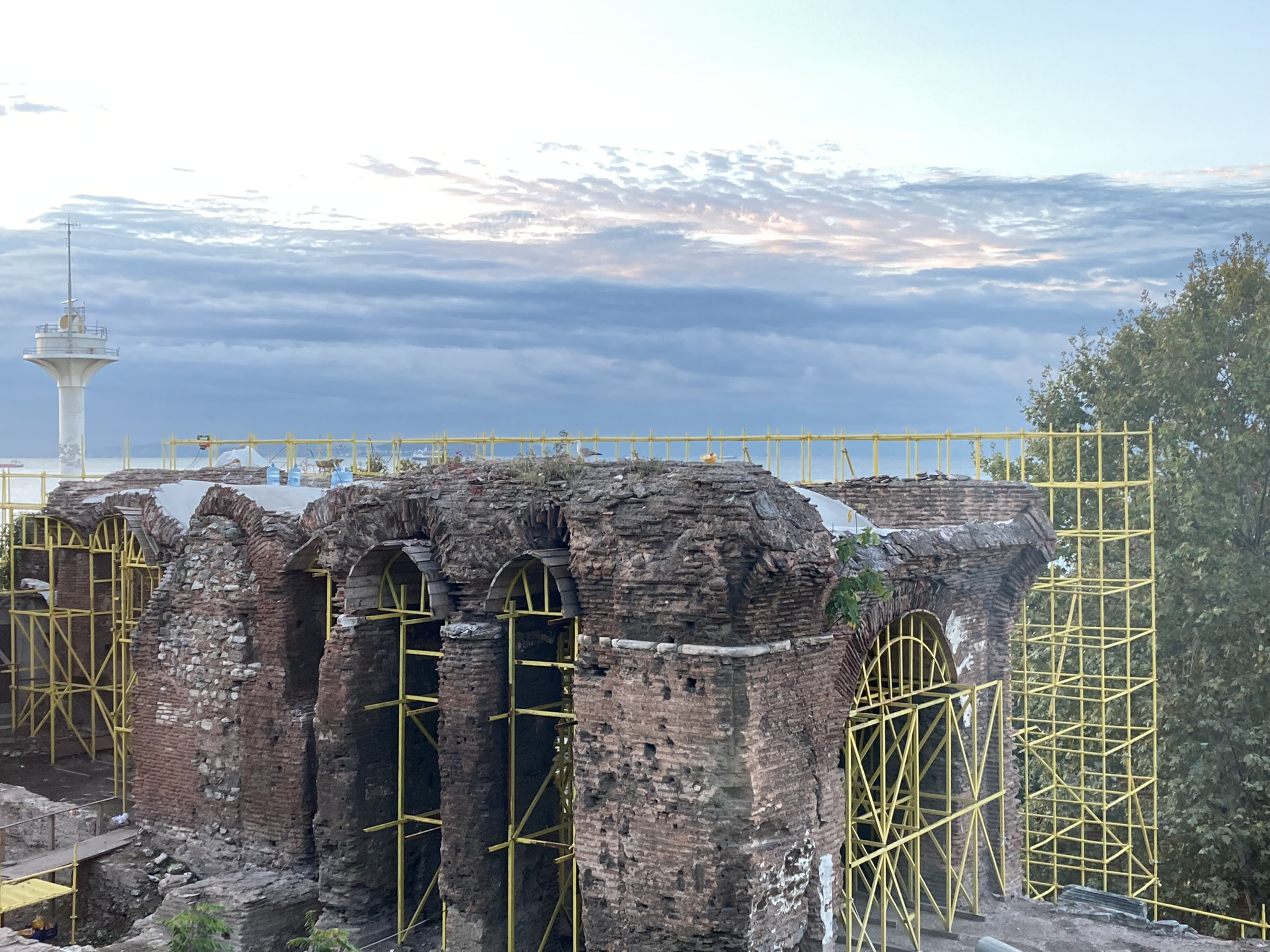
Travaux de restauration du site en 2022.
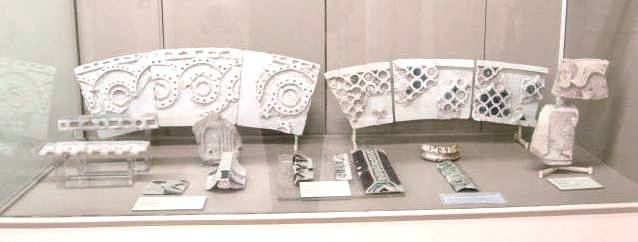
Fragments sculptés provenant du palais.
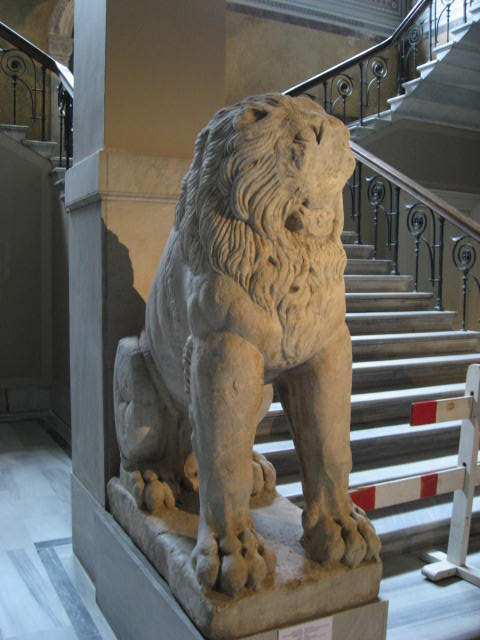
Statue de lion provenant de la façade du palais, musée archéologique d'Istanbul.